# Polyamorie

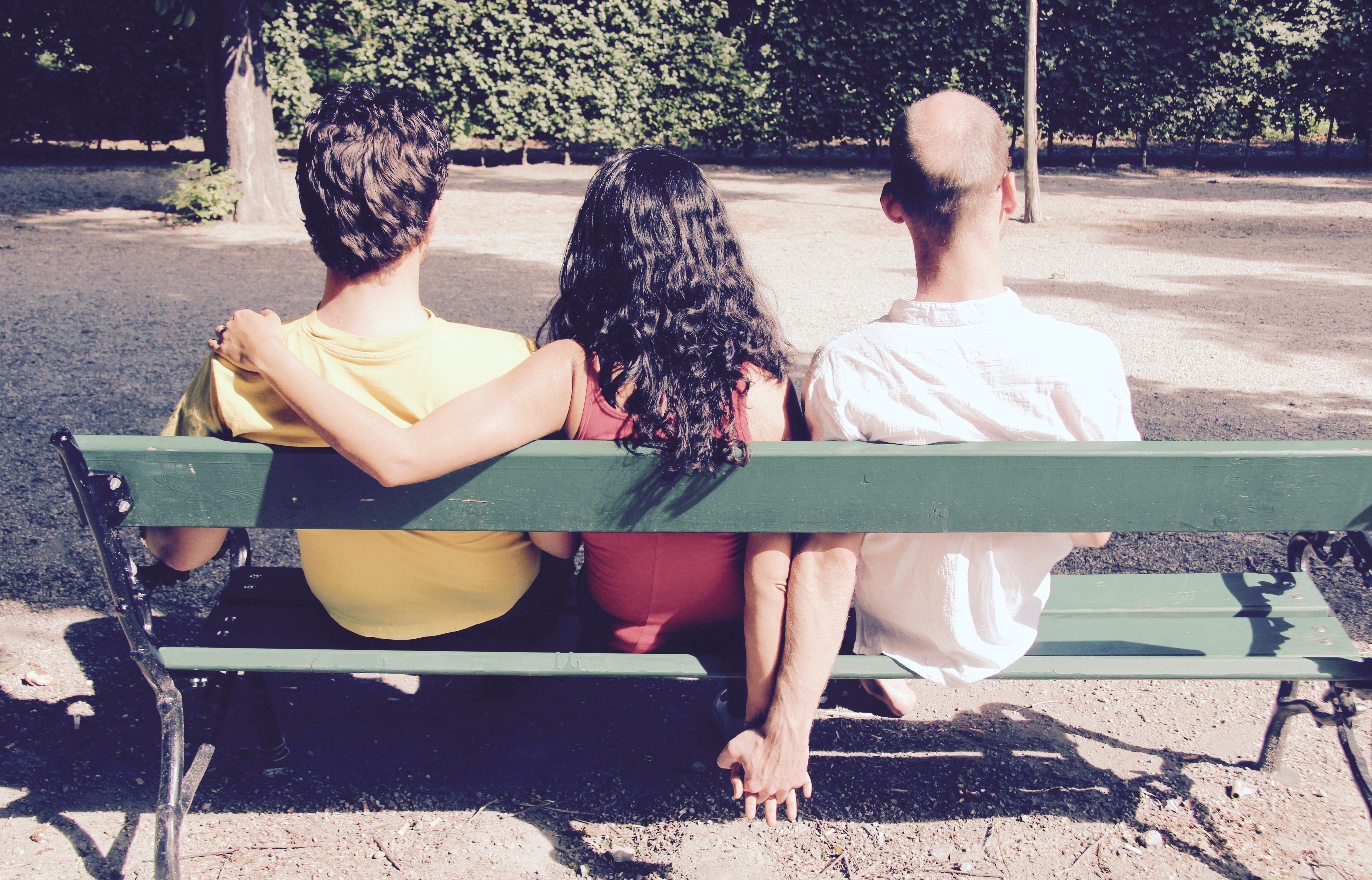
Een polyamorist kan, in overleg, meerdere relaties tegelijk hebben.

Polyamorie (van het Griekse πολύ poly, "veel, meerdere", en Latijnse amor, "liefde") staat voor een levenswijze waarin men openstaat voor het gelijktijdig hebben van meer dan één liefdesrelatie, waarbij ook ruimte is voor seksualiteit op de voorwaarde dat het gebeurt in openheid en eerlijkheid en met medeweten en instemming van alle betrokkenen. Er wordt een groot belang gehecht aan ethiek en goede communicatie tussen partners en vaak ook met de partners van partners. Iemand die de principes van polyamorie onderschrijft en/of praktiseert heet een polyamorist.
Polyamorie onderscheidt zich nadrukkelijk van vreemdgaan of overspel, dat zonder instemming van de partner gebeurt. Polyamorie wordt beschreven als "consensuele, ethische en verantwoordelijke non-monogamie".
Polyamoreuze relaties bestaan op uiteenlopende manieren, die de keuzes en filosofieën van de betrokkenen weerspiegelen. Ze bevatten terugkerende thema's zoals liefde, intimiteit, eerlijkheid, integriteit, gelijkheid, communicatie en toewijding.
Polyamorie onderscheidt zich van polygamie doordat er geen sprake hoeft te zijn van een huwelijk zoals bij polygamie. Polyamoureuze relaties kunnen allerlei vormen aannemen, van huwelijk, samenwonen tot parttime lange-afstandsrelaties.

## Polyamorie in Nederland
Ongeveer 0,8% van de Nederlanders heeft meerdere vaste partners. Hoewel het hebben van meerdere partners niet gelijk staat aan polyamorie, geeft het een indicatie.
Het hebben van meerdere vaste partners neemt toe met leeftijd. Onder 25- tot 39-jarigen heeft 0,5% meerdere partners; onder 40- tot 54-jarigen is dat 0,9% en onder 55- tot 79-jarigen is dat 1,0% (cijfers 2021).

## Waarden binnen polyamorie
In tegenstelling tot het algemene geval van swingen, draait het bij polyamoreuze relaties in het algemeen om een emotionele band, hoewel de verschillen tussen swingen en polyamorie ter discussie staan. Veel mensen, zowel in swing- als polyamoriegemeenschappen, zien beide praktijken als deel van een continuüm van open intimiteit en seksualiteit.
Merk op dat de waarden die hier besproken worden idealen zijn. Zoals bij elk ideaal schieten de aanhangers soms te kort. Maar ernstige schendingen van de idealen van een polyamoreuze relatie worden even serieus genomen als in gelijk welke andere relatie.

### Trouw en loyaliteit
Veel monogamisten definiëren trouw als een verbintenis hebben met slechts één partner (tegelijkertijd), zonder andere seksuele of relationele partners te hebben tijdens de relatie.
De poly-versie hiervan is polyfideliteit, een specifieke vorm van polyamorie gedefinieerd door een duurzame, seksueel exclusieve verbintenis met meerdere partners.
Maar de meeste polyamoreuzen definiëren trouw als open en eerlijk zijn naar hun partners met betrekking tot hun relationele leven en zich houden aan de afspraken die ze gemaakt hebben in hun relaties, in plaats van het begrip te koppelen aan seksuele exclusiviteit. Anderen benadrukken liever loyaliteit, soms gedefinieerd als het vermogen om te vertrouwen op de steun, zorg en aanwezigheid van de ander.

### Communicatie en onderhandelen

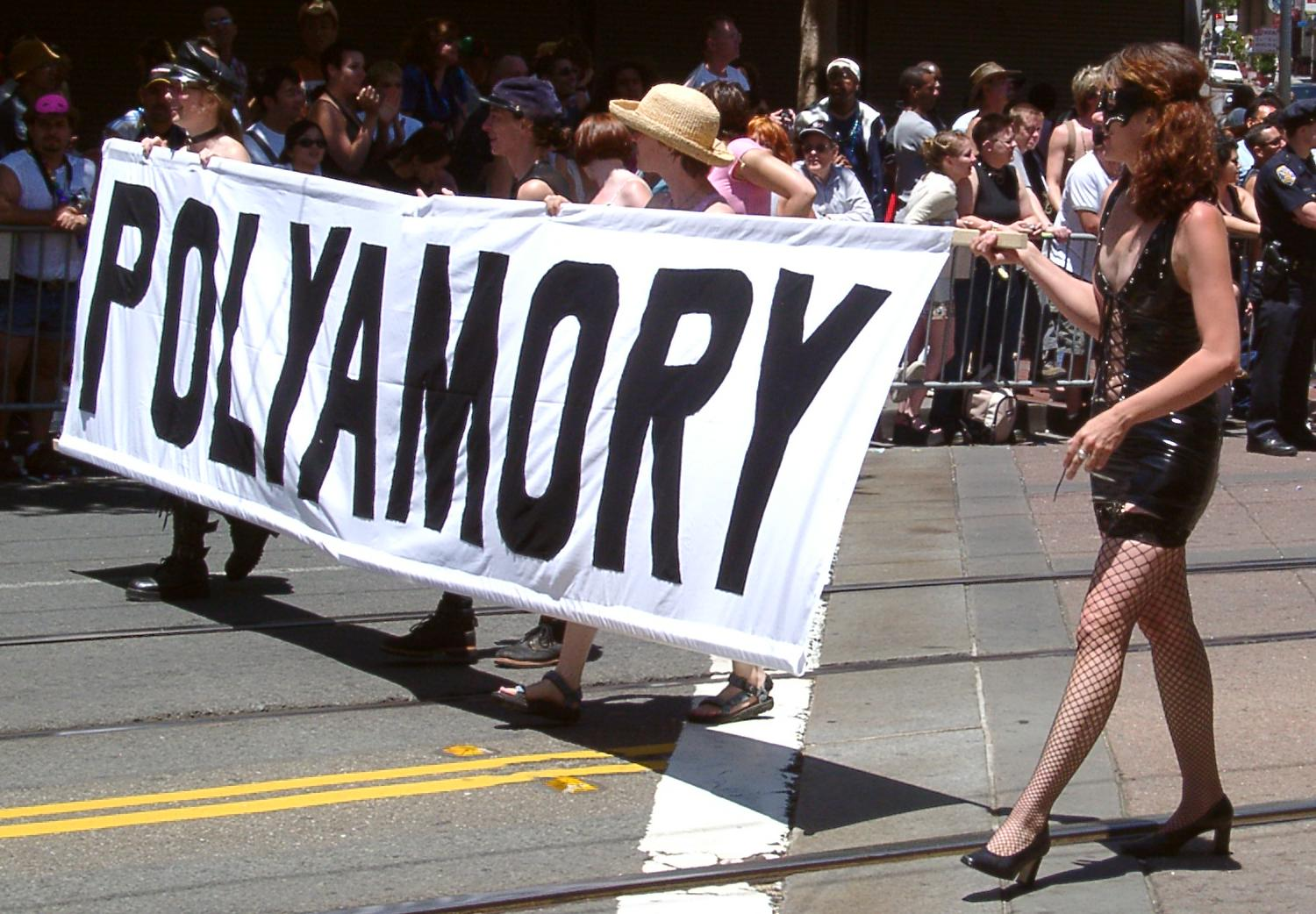
Polyamoristen lopen mee in de San Francisco Pride 2004.

Omdat er geen standaardmodel bestaat voor een polyamoreuze relatie, kunnen deelnemers aan zo'n relatie verschillende ideeën hebben hoe zo'n relatie zou moeten werken. Als dit niet besproken wordt, kunnen deze uiteenlopende verwachtingen bijzonder schadelijk worden voor de relatie. Daarom zijn veel polyamoreuzen er voorstander van om expliciete basisregels van een relatie te definiëren met iedereen die er in betrokken is. In tegenstelling tot sommige andere vormen van onderhandelde relaties (bijvoorbeeld huwelijkse voorwaarden), zien polyamoreuzen deze onderhandelingen als een dynamisch proces gedurende de levensloop van de relatie.
In meer conventionele relaties kunnen deelnemers een gemeenschappelijke reeks van verwachtingen hebben, zonder er bewust over onderhandeld te hebben, simpelweg door het volgen van sociale standaarden. (Een man en vrouw worden verondersteld om elkaar financieel te steunen, bijvoorbeeld).
Omdat polyamoreuze relaties niet op sociale standaarden kunnen steunen als uitgangspunt, kan men veel minder uitgaan van veronderstellingen en moet men gaandeweg veel meer overeenkomen door met elkaar te praten en door wederzijds respect en begrip.
Polyamoreuzen benaderen hun relaties meestal pragmatisch. Zij aanvaarden dat zijzelf en hun partners soms fouten zullen maken en niet altijd aan het ideaalbeeld zullen kunnen voldoen. Wanneer dit gebeurt, is communicatie een zeer belangrijk middel om eventuele schade die hierdoor ontstaan is, te herstellen.

### Niet elkaars bezit
Mensen in een conventionele relatie zijn vaak akkoord om onder geen enkele omstandigheid een andere relatie te zoeken, omdat dat de primaire relatie zou bedreigen, verdunnen of vervangen. Polyamoristen geloven dat deze beperking in feite niet in het belang is van de relatie, omdat ze bezitterige verboden in de plaats stelt van vertrouwen en de relatie in een structuur van eigendom en beheersing plaatst: “Jij bent van mij”. Dit weerspiegelt de culturele veronderstelling dat beperkingen nodig zijn om de partners te beteugelen en bij elkaar te houden, en dat een bijkomende nauwe relatie een serieuze bedreiging zal zijn of een verzwakking van de huidige band zal veroorzaken.
Polyamoreuzen zien in hun partners partner eerder de verbetering voor het leven van hun partner dan een bedreiging voor henzelf. Het oude gezegde “Wie je lief hebt, laat je vrij. Als ze terugkomen dan zijn ze van jou, als ze weggaan dan waren ze dat nooit”, beschrijft een gelijkaardige manier van denken. Daarom zien veel polyamoreuzen de bezitterige kijk op een relatie als iets dat vermeden moet worden. Dit vraagt veel vertrouwen. (Een simpele test van succes: Als je geliefde een andere partner vindt, zal dat als resultaat geluksgevoel geven (compersie) of een alarmbel doen rinkelen?)
Monogamisten daarentegen hanteren ook het oude gezegde “Wie je lief hebt, laat je vrij.” Echter gaat deze groep ervan uit dat de vrije wil weg te gaan ook mag. “Blijven ze dan zijn ze van jou, als ze weggaan dan waren ze dat nooit”. Hierbij is geen bezitterige kijk op een relatie en ook dit vraagt vertrouwen.
Hoewel niet-bezitterig zijn een belangrijk aspect is van veel polyamoreuze relaties, is dit niet zo universeel als de andere waarden die hierboven beschreven zijn. Alternatieven zijn bijvoorbeeld relaties waarbij een op bezit gebaseerde hoofdrelatie gecombineerd wordt met niet-bezitterige tweede relaties (gebruikelijk in open huwelijken), en asymmetrische relaties waarbij “bezit” alleen in één richting geldt.

## Gerelateerde groepen en concepten

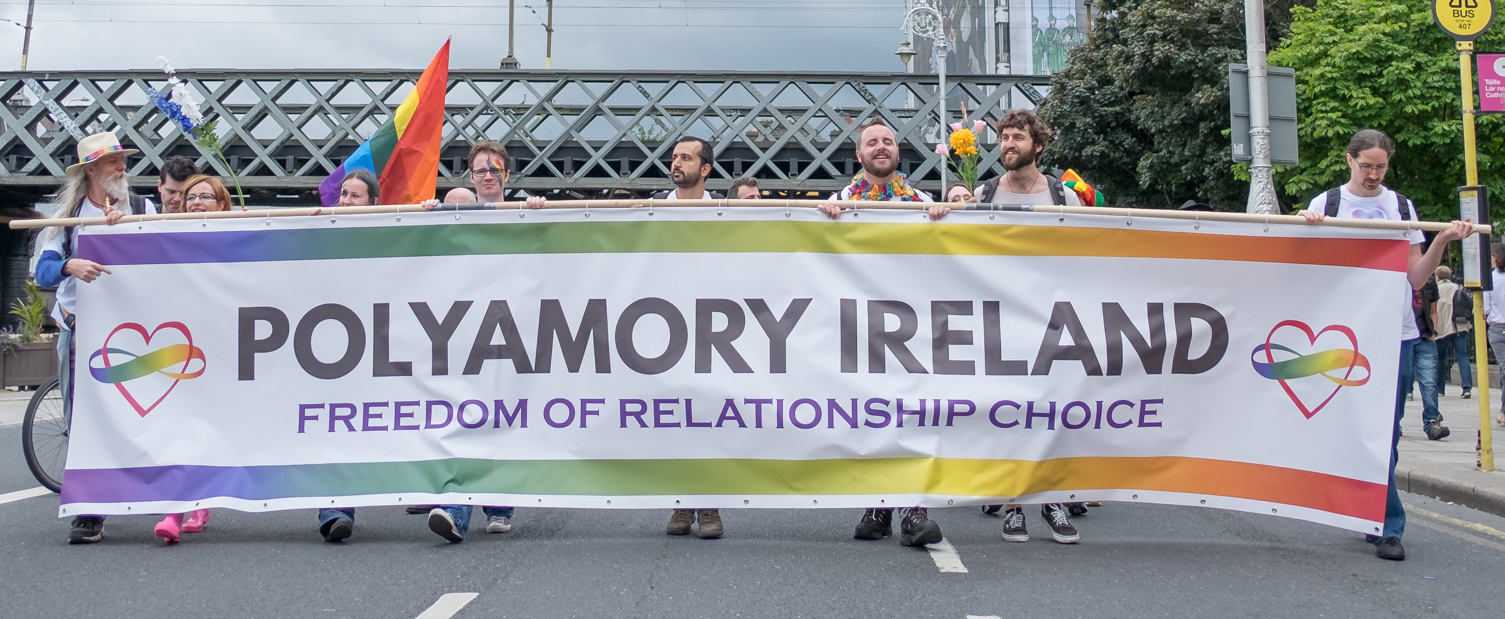
Ierse polyamoristen op de Dublin Pride 2016.

De definities van polygamie en polyamorie overlappen elkaar: liefdevolle polygame relaties zou je als polyamoreus kunnen zien, en veel polyamoreuzen zien zichzelf als getrouwd met meer dan één persoon. In de praktijk echter worden de woorden gescheiden door het gebruik ervan: “polygamie” wordt meer gebruikt voor een vastgelegde vorm van meervoudige huwelijken (vooral die met een traditionele/religieuze achtergrond), terwijl “polyamorie” staat voor een relatie die gedefinieerd is door onderhandeling tussen de leden in plaats van door culturele normen.
Dus hoewel polygamie en polyamorie door buitenstaanders veelal worden bekeken als gelijkaardig, baseren de twee groepen zich op heel verschillende filosofieën en idealen, en er is weinig interactie tussen de zelfbenoemde “polygamisten” en “polyamoreuzen”. Polyamorie heeft meer raakvlakken met subculturen en ideologieën waar op seksueel gebied individuele vrijheid een grote rol speelt.

### Terminologie
De volgende begrippen zijn gebruikelijk binnen de polyamorie:
- Driehoek: een relatie van drie personen, die alle drie een relatie met elkaar hebben.[11]
- V: wanneer één iemand een relatie heeft met twee mensen, maar die twee niet met elkaar.[12]
- Hiërarchische polyamorie: als iemand meerdere partners heeft, maar er wel hiërarchie in aan valt te brengen, één partner kan bijvoorbeeld de primaire partner zijn.[4]
- Jalief-gevoel of compersie[13]: blijdschap ervaren als je partner met iemand anders is, oftewel het tegenovergestelde van jaloezie.[4]
- Metamour: de partner van je partner.[4]
- Monopoly: een relatie tussen een monogaam en een polyamoreus persoon.[4]
- Polyamorie: wanneer iemand meerdere liefdes- en seksuele relaties tegelijkertijd heeft.[4]
- Polycuul: een schematische tekening van hoe polyamoreuze verhoudingen eruitzien; kan de vorm hebben van een molecuul, vandaar de naam.[4]
- Polygamie: meervoudige huwelijken, vaak traditioneel of religieus van aard.[4]
- Roltrap van de traditionele relatie: volgens polyamoreuze mensen het monogame ideaal: iemand wordt verliefd, krijgt verkering, gaat samenwonen, trouwen, krijgt kinderen en blijft voor altijd samen met die persoon.[4]
- Solopolyamorie of Solopoly: als iemand polyamoreus is, maar onafhankelijkheid behoudt door onder meer geen primary partner en samenwonen te ambiëren.[14]
- kitchen table polyamory (ktp): polyamorie waarbij de in een polycuul betrokken personen op structurele basis elkaar ontmoeten.[15]

## Polyamoriesymbolen

Het "oneindigheidshart" is een veelgebruikt symbool voor polyamorie.

Het eerste ontwerp van de polyamorievlag, gemaakt door Jim Evans in 1995. De Griekse letter Pi staat voor de eerste letter van het woord polyamorie. Evans wilde een symbool dat gebruikt kon worden zonder de aandacht te trekken.

Een polyamorievlag ontworpen door Red Howell. Het ontwerp werd in 2022 gekozen uit vier kandidaten via een online-enquête uitgevoerd door de blog PolyamProud.

Hoewel een aantal symbolen geadopteerd is door polyamoreuze mensen, is geen enkel universeel aanvaard. Het meest gebruikte symbool is het hart gecombineerd met het oneindigheidsteken. Een ander symbool is de afbeelding van een papegaai, want in het Engels wordt poly uitgesproken als Polly, een aan deze vogels veel gegeven naam.

### Vlaggen
De originele polyamorievlag werd gemaakt door Jim Evans in 1995. Hij maakte hem in Microsoft Paint met behulp van websafe kleuren. Deze vlag heeft blauwe strepen om openheid en eerlijkheid te vertegenwoordigen, rood om liefde en passie te vertegenwoordigen en zwart om solidariteit te tonen met degenen die hun polyamoreuze relaties voor de buitenwereld moeten verbergen.
Er zijn veel interpretaties geweest van wat het pi-symbool voorstelt. Sommige mensen denken dat het pi-symbool staat voor polyamoreuze mensen met "oneindige liefde", omdat pi oneindig veel cijfers achter de komma heeft. Anderen zeggen dat het pi-symbool verwijst naar hoe "polyamorie" ook begint met "p". Het is ook mogelijk dat het deels werd gekozen omdat het een van de weinige symbolen was die Evans kon gebruiken in Microsoft Paint. De gouden kleur wordt echter algemeen geaccepteerd als de waarde die we hechten aan de emotionele band met anderen, of de relatie nu vriendschappelijk of romantisch van aard is, in tegenstelling tot louter fysieke relaties.
Naarmate de tijd verstreek en de vlag zijn hoogtepunt bereikte in de zomer van 2020, werd de vlag door velen in de gemeenschap gezien als ongewenst. Mensen wilden af van de opzichtige kleuren van het origineel en symbolen gebruiken die makkelijker te begrijpen waren.
Op 23 november 2022, Polyamorie Dag, kondigde het PolyamProud comité aan dat Red Howell het winnende ontwerp had gemaakt in een stemming onder de gemeenschap om een nieuw polyamoreus vlagontwerp te kiezen. Meer dan 30.000 mensen namen deel aan de stemming.
De symboliek van het vlagontwerp omvat:
- Witte driehoek: vloeit naar buiten om de groei en mogelijkheden van de niet-monogame gemeenschap uit te beelden. Het zit asymmetrisch op de vlag om de niet-traditionele stijl van polyamoreuze relaties weer te geven.
- Gouden hart: symboliseert dat alle vormen van liefde de kern vormen van niet-monogamie, in goud om de energie en het doorzettingsvermogen van de gemeenschap te vertegenwoordigen.
- Rode streep:  staat voor liefde en aantrekkingskracht.
- Blauwe streep: staat voor openheid en eerlijkheid.
- Paarse streep: staat voor een verenigde niet-monogame gemeenschap.

De bedoeling achter dit ontwerp was om een eenvoudige, gedurfde driekleur te creëren, met een eigentijdse benadering van traditionele vexillologische elementen van de oorspronkelijke "Pi-vlag".
Het neemt het beste van de oorspronkelijke vlag, inclusief de kleurensymboliek, en verbetert de elementen van de Pi-vlag die kijkers vervreemdden.

## Kritiek op polyamorie

### Afwijking van de norm
In de meeste culturen is monogamie de norm. Het hebben van meerdere (seksuele) relaties wordt in veel kringen als taboe gezien. Mensen worden gezien als onverantwoordelijk of onvolwassen. Vooral mensen in de zorg en het onderwijs zouden geheim houden dat ze polyamoreus zijn.
Volgens de filosoof Alain de Botton worden onze verwachtingen van de monogame relatie echter bepaald door een geïdealiseerd beeld uit films en romans. De mens zou te hard op zoek zijn naar die ene perfecte relatie die eeuwig duurt. Schrijver Simon(e) van Saarloos meent dat polyamorie een goed alternatief is voor de monogame relatie.

### Delen van liefde
Mensen zouden niet gemaakt zijn om om te gaan met meerdere partners. Een Belgisch relatiebureau stelt dat in een relatie met meerdere mensen, er altijd mensen een minderwaardige positie zullen krijgen. De gedachte dat door het delen van liefde met meerdere partners de liefde minder wordt, is een Malthusiaans argument, een argument vanuit de gedachte van schaarste. Het beschouwt liefde als een goed (zoals eten of ander goederen) dat alleen gegeven kan worden aan iemand door het weg te nemen van een ander.
Polyamoristen stellen echter dat ze gelijkwaardig van partners kunnen houden, zoals ouders gelijkwaardig van hun kinderen houden. Zoals Robert Heinlein het beschrijft, “Liefde wordt niet afgetrokken, maar vermenigvuldigd. Hoe meer men liefheeft, hoe meer men kan liefhebben.”

### Ogenschijnlijk falen
Er zijn geen nauwkeurige cijfers over de langdurigheid van polyamoreuze relaties versus monogame relaties. Wat ook meespeelt is dat het binnen polyamorie moeilijker te definiëren is wanneer men van een relatie spreekt. Daarnaast speelt de vraag wanneer een relatie gezien kan worden als succesvol of gefaald.
Met een gebrek aan studies in dit gebied, lijkt het redelijk om te zeggen dat de vraag op dit moment open is. Er is nog onvoldoende onderzoek naar polyamoreuze relaties versus monogame relaties, wat betreft langdurigheid (wanneer de relatieduur wordt genomen als maatstaf van het succes).